# Nature Portfolio
Nature Portfolio，原名自然出版集团（Nature Publishing Group）、自然科研（Nature Research），是一个出版科学期刊的国际出版公司。其总部位于英国伦敦，是英国麦克米伦出版公司的一个子公司，1995年英國麥克米倫出版公司被德國 霍尔茨布林克出版集团買下。
自然出版集团下属很多期刊，其中很大一部分都在学术界有一定影响，比如其著名的期刊－《自然》和《自然氣候變化》等。

## 引用和注释
1. ↑  Work @ NPG, Nature Publishing Group.

## 参閲
- Cat:自然出版集团期刊